# صحيفة نيويورك وورلد

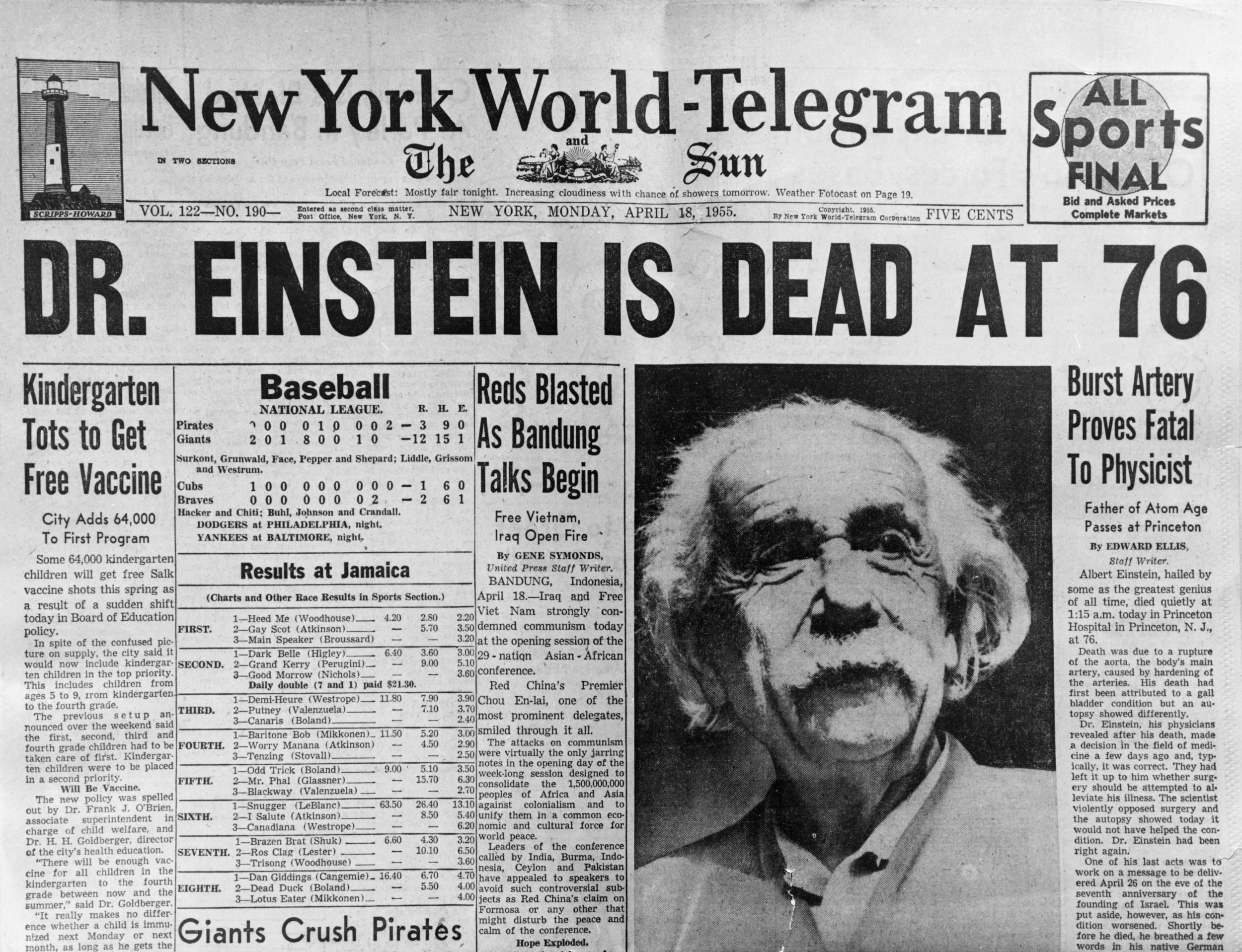
غلاف صحيفة نيويورك وورلد أند ذا صن في 18 أبريل 1955 يعلنان وفاة ألبرت أينشتاين.

صحيفة نيويورك وورلد (التي عرفت فيما بعد باسم نيويورك وورلد أند ذا صن) (بالإنجليزية: New York World-Telegram & The Sun)‏، كانت صحيفة تصدر في مدينة نيويورك من عام 1931 إلى عام 1966.

## تاريخها
أسسها جيمس جوردون بينيت الأب باسم (بالإنجليزية: The Evening Telegram)‏ في عام 1867، وبدأت الجريدة كطبعة مسائية من صحيفة نيويورك هيرالد، التي نشرت أول عدد لها في عام 1835. بعد وفاة بينيت، اشترى صاحب الصحيفة والمجلة فرانك أ. مونسي التليجرام في يونيو 1920. مساعد مونسي توماس دبليو ديوارت، الناشر الراحل ورئيس نيويورك صن، امتلك الصحيفة لمدة عامين بعد وفاة مونسي في عام 1925 قبل بيعها لشركة EW Scripps مقابل مبلغ لم يكشف عنه في عام 1927. في وقت البيع، كانت الصحيفة تُعرف باسم نيويورك تليجرام، وكان توزيعها يصل إلى 200000 نسخة.
أصبحت الصحيفة "وورلد تيليجرام" في عام 1931، بعد بيع صحيفة "نيويورك وورلد" من قبل ورثة جوزيف بوليتزر إلى سكريبس هوارد. فقد أكثر من 2000 موظف في طبعات الصباح والمساء والأحد من مجلة وورلد وظائفهم في عملية الدمج، على الرغم من إبقاء بعض الكتّاب النجوم، بما في ذلك هيوود برون وويستبروك بيجلر، في الصحيفة الجديدة.
تمتعت صحيفة وورلد تليجرام بسمعة طيبة باعتبارها صحيفة ليبرالية لعدة سنوات بعد الاندماج، بناءً على ذكريات الصحيفة المملوكة لبوليتزر. ومع ذلك، في عهد سكريبس هوارد، تحركت الصحيفة بثبات نحو اليمين، وأصبحت في النهاية معقلًا محافظًا وصفها الناقد الصحفي إيه جاي ليبلينج بأنها "جمهورية، ومناهضة للعمال، ومشككة في أي شيء أوروبي". (أطلق ليبلينج أيضًا على الورقة اسم "جريدة النازحين في نيويورك (النازحين من داخل أمريكا الشمالية.)"
في عام 1940، نشرت الصحيفة سلسلة من المقالات بعنوان "اغتصاب الصين"، والتي استخدمت تجارب والتر جود مع الجنود اليابانيين كأساس لدعم حملة مقاطعة البضائع اليابانية. قدم الناشر روي هوارد، وهو خبير من نوع ما بعد سفره إلى منشوريا واليابان في أوائل الثلاثينيات، تغطية واسعة النطاق للفظائع اليابانية في الصين. كان عنوان الصحيفة في 8 ديسمبر 1941 هو "1500 قتيل في هاواي" في تغطيتها للهجوم الياباني على بيرل هاربور.

### صحيفة نيويورك وورلد أند ذا صن
في عام 1950، أصبحت الصحيفة هي نيويورك وورلد أند ذا صن بعد أن باع ديوارت وعائلته سكريبس بقايا صحيفة "بعد الظهر" أخرى، وهي <i id="mwQA">نيويورك صن</i>. وصف ليبلينج ذات مرة ذا صن على لوحة اسم المنشور المدمج بأنها تشبه ريش ذيل الكناري على ذقن قطة.

### نيويورك وورلد جورنال تريبيون
في أوائل عام 1966، أدى اقتراح إنشاء أول اتفاقية تشغيل مشتركة في نيويورك إلى اندماج وورلد تليجرام وذا صن مع مجلة هيرست الأمريكية. كان الهدف هو إصدار طبعة "بعد الظهر" مشتركة، مع صحيفة صباحية منفصلة من إنتاج هيرالد تريبيون. نُشرت الطبعة الأخيرة من وورلد تليجرام أند ذا صن في 23 أبريل 1966. ولكن عندما منعت الإضرابات دخول (بالإنجليزية: JOA)‏ حيز التنفيذ، اتحدت الصحف بدلاً من ذلك في أغسطس 1966 لتصبح صحيفة نيويورك وورلد جورنال تريبيون التي لم تدم طويلاً، واستمرت حتى 5 مايو 1967 فقط. ترك إغلاقها مدينة نيويورك بثلاث صحف يومية: نيويورك تايمز، نيويورك بوست ونيويورك ديلي نيوز.
أرشيفات الصحيفة غير متاحة على الإنترنت، ولكن يمكن الوصول إليها في مكتبة الكونجرس، وجامعة ويسكونسن ماديسون، والعديد من المرافق البحثية في ولاية نيويورك.

## صور

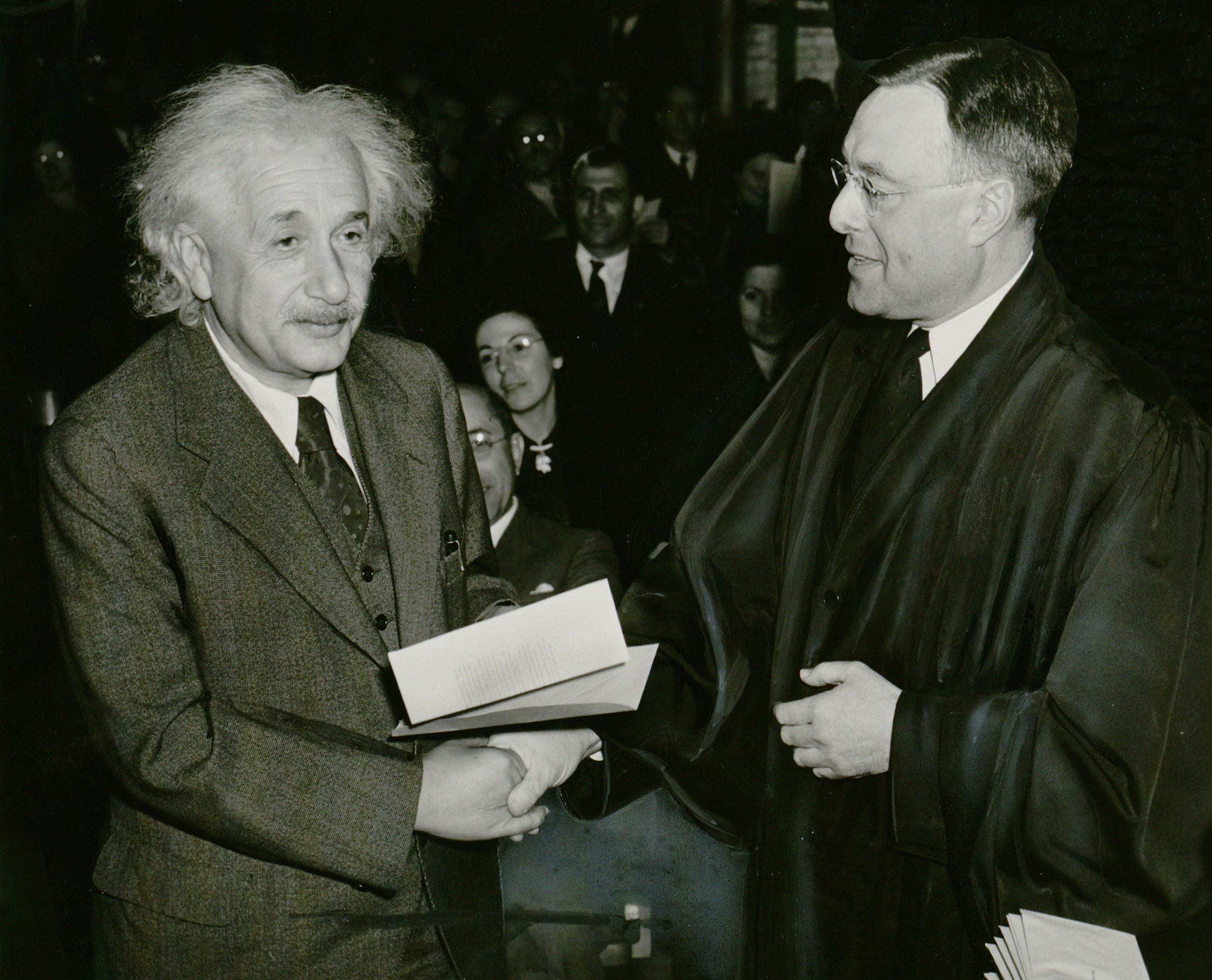
صورة من وورلد تليجرام لألبرت أينشتاينوهو يتسلم الأوراقالجنسية الأمريكية.
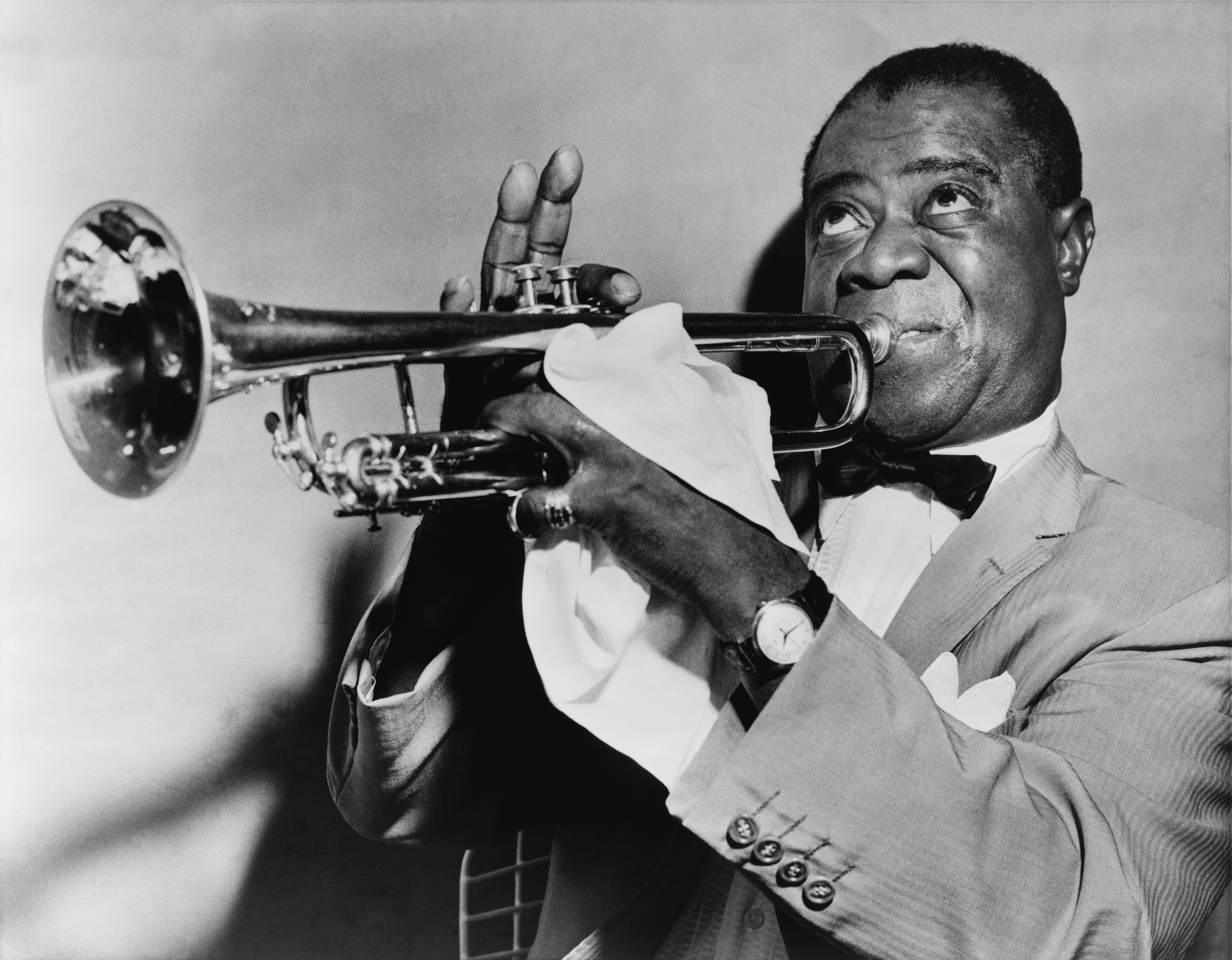
صورة من وورلد تليجرام للويس أرمسترونج.
تفعيل وظائف واشنطن لصالح الحرية، بايارد روستين(يسار)وكليفلاند روبنسون.

## روابط خارجية
- مكتبة الكونجرس نيويورك العالمية برقية ومجموعة صور صحيفة صن